# 스캴드보르그

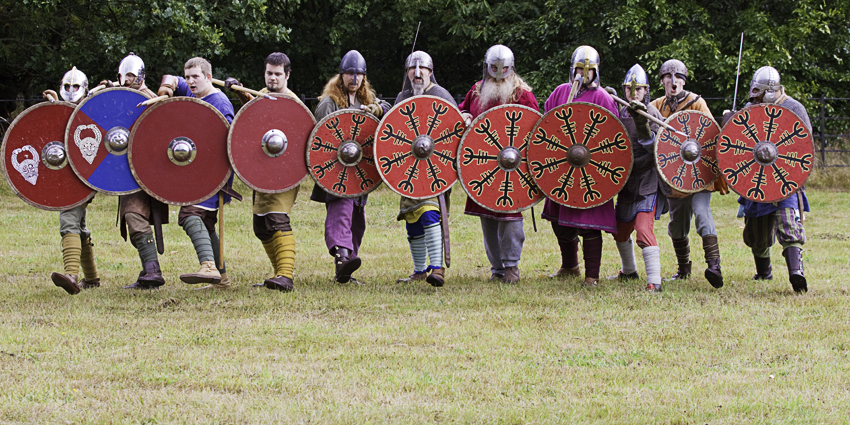

스캴드보르그(고대 노르드어: skjaldborg, 고대 영어: scildweall)는 중세 초기 게르만족들이 사용한 군사전술로써, 병사들끼리 서로의 방패를 겹쳐서 하나의 "벽"을 만드는 것이다. 바이킹들이 사용한 것이 가장 유명하지만, 바이킹과 패권을 다투었던 앵글로색슨인들도 마찬가지로 사용했으며, 고대의 로마 군단의 테스투도 방진이나 현대 전투경찰의 방패 스크럼도 근본적으로 같은 원리다.